# NGC 6673
NGC 6673 is een elliptisch sterrenstelsel in het sterrenbeeld Pauw. Het hemelobject werd op 7 augustus 1834 ontdekt door de Britse astronoom John Herschel.

## Synoniemen
- ESO 140-44
- FAIR 186
- AM 1840-622
- PGC 62351